# Peltaea edouardii
Peltaea edouardii là một loài thực vật có hoa trong họ Cẩm quỳ. Loài này được (Hochr.) Krapov. & Cristobal mô tả khoa học đầu tiên năm 1965.